# یوهان ماتزون
یوهان ماتزون (به آلمانی: Johann Mattheson) (زاده ۲۸ سپتامبر ۱۶۸۱ - مرگ ۱۷ آوریل ۱۷۶۴) آهنگساز، خواننده، نویسنده، فرهنگ‌نویس، سیاست‌مدار و نظریه‌پرداز موسیقی بود.
ماتزون در هامبورگ زاده شد و در همان‌جا نیز درگذشت. وی از دوستان نزدیک جرج فردریک هندل بود، با این حال در یک نزاع ناگهانی در طول اجرای اپرای کلئوپاترا اثر متیسون در سال ۱۷۰۴ نزدیک بود که او را به قتل برساند. هندل تنها به خاطر یک دکمه بزرگ بر لباسش که شمشیر ماتسون را منحرف کرد نجات یافت. این دو پس از این اتفاق آشتی کردند و در ادامه زندگی‌شان با هم در ارتباط بودند: متیسون مدت کوتاهی پس از مرگ دوستش، زندگی‌نامهٔ هندل به قلم جان مینوارینگ را به آلمانی برگرداند و آن را در هامبورگ با هزینه شخصی خود در ۱۷۶۱ منتشر کرد.
ماتزون، پسر یک مالیاتچی بود و تحصیلات عالی لیبرال داشت و گذشته از آموزش عمومی موسیقی، در زمینه سازهای شستی‌دار، ویولن، آهنگسازی و آواز نیز درس خوانده بود. تا سن نه سالگی او آواز خواندن و نواختن ارگ بادی در کلیسا را آغاز کرده بود. او اولین اجراهای انفرادی خود را با اپرای هامبورگ در سال ۱۶۹۶ در نقش‌های زنانه شروع کرد و پس از آنکه به دلیل بزرگ شدن صدایش تغییر کرد، در اپرا به عنوان خواننده تنور آواز خواند. وی از سال ۱۷۱۸ آوازخوان مذهبی کلیسای جامع سنت ماری شد و تا زمانی که ناشنوایی او منجر به بازنشستگی وی از آن جایگاه در سال ۱۷۲۸ شد، بر این منصب ماند. 
ماتزون از سال ۱۷۰۶ به‌طور رسمی به عنوان یک سیاست‌مدار حرفه‌ای کار می‌کرد. او در مدرسه انگلیسی‌زبان تحصیل کرده بود و انگلیسی را روان صحبت می‌کرد. او معلم پسر سفیر انگلیس سر جانویچ شد و سپس دبیر سفارت شد. وی به مأموریت‌های دیپلماتیک در خارج از کشور به نمایندگی از سفارت می‌رفت. در سال ۱۷۰۹ با یک زن انگلیسی ازدواج کرد. 
پس از درگذشت وی در سال ۱۷۶۴، یوهان ماتزون در طاق داخلی کلیسای مقدس میکلیس هامبورگ و در مکانی که می‌توان از گور وی بازدید کرد، دفن شد. 
ماتزون بیشتر به عنوان یک نظریه‌پرداز موسیقی مشهور است. او به وفور دربارهٔ تمرین اجرا، سبک تئاتری و هارمونی باروک آلمانی می‌نوشت. او به ویژه برای آثارش در مورد رابطه بلاغت و موسیقی مورد اهمیت است.
بخش زیاد نوشته‌های موسیقی وی آوازی بودند که از جمله آنها هشت اپرا، و تعداد بیشماری اوراتوریو و کانتات بود. او همچنین چند سونات و چند آهنگ برای سازهای شستی نوشت، که شامل قطعاتی بود که برای آموزش شستی‌ها استفاده می‌شد. تمام موسیقی او به جز یک اپرا، یک اوراتوریو و چند مجموعه موسیقی بی‌کلام، پس از جنگ جهانی دوم از دست رفتند اما برخی از آنها در سال ۱۹۹۸ از ایروان، ارمنستان به هامبورگ برگردانده شد که شامل چهار اپرا و بیشتر اوراتوریوهای او بود. این نسخه‌های خطی هم‌اکنون در کتابخانه شهر هامبورگ نگهداری می‌شوند. 

## برای مطالعهٔ بیشتر
- Stubbs, Stephen. "Johann Mattheson—the Russian Connection: The Rediscovery of Boris Goudenow and His Other Lost Operas". Early Music 33, no. 2 (مه ۲۰۰۵): ۲۸۳–۹۲.